# Llac Tarnița
El Llac Tarnița (en romanès: Lacul Tarnița, en hongarès: Tárnica-tó) és un embassament situat al comtat de Cluj, Romania, entre els municipis de Râșca, Mărișel i Gilău, a l'oest de Cluj-Napoca.
Cobreix unes 215 hectàrees, amb una longitud propera a 9 km i una profunditat màxima de més de 70 m. El 1974 es va acabar una presa de 97 m d'alçada.
És una destinació turística popular. L'aigua del riu Cald desemboca al pantà.

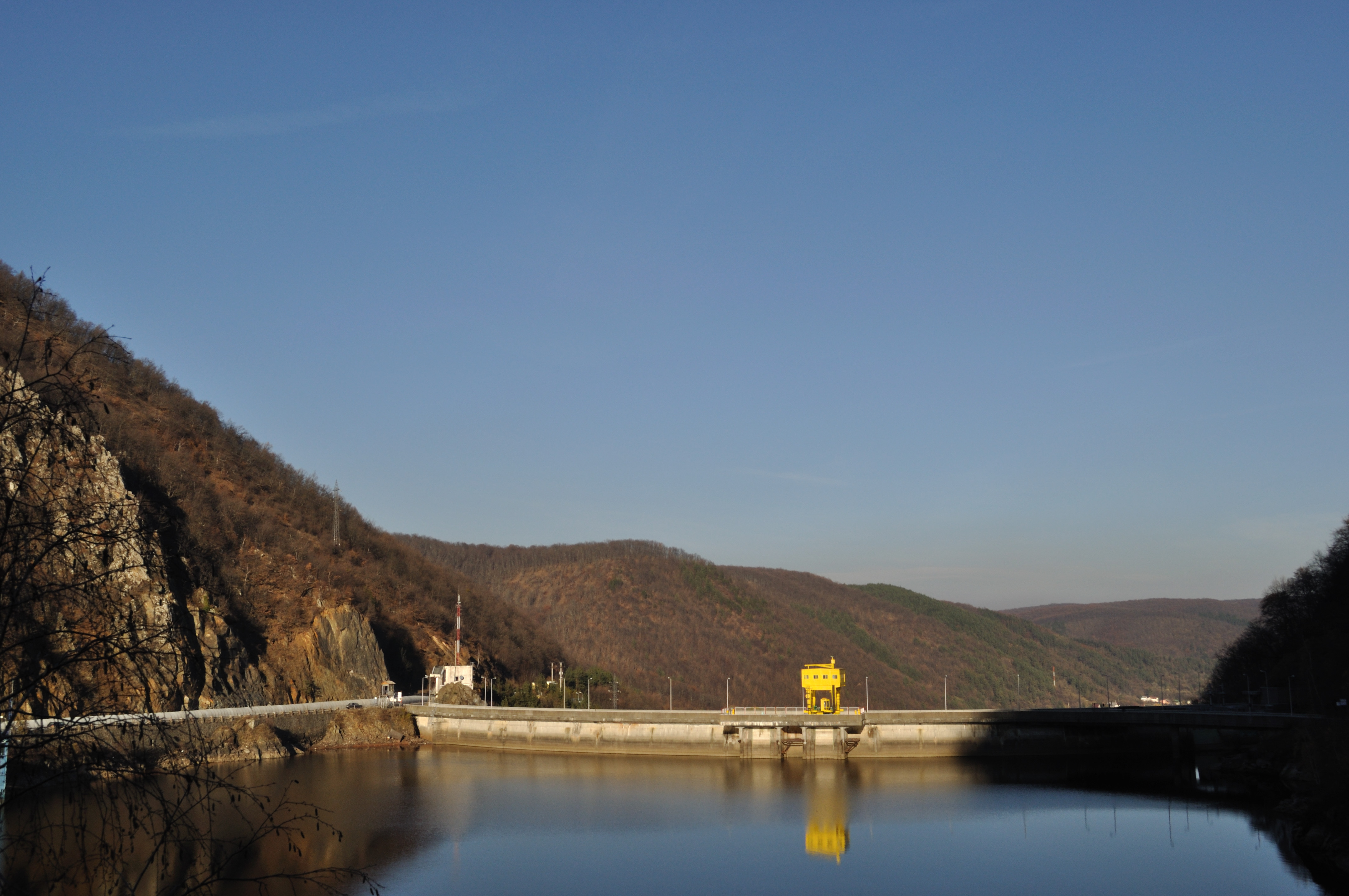
Presa de Tarnița